# F–CK–1 Ching Kuo
Az AIDC F–CK–1 Ching Kuo (經國號戰機) (Chiang Ching-Kuo, Tajvan egyik miniszterelnökéről lett elnevezve) szuperszonikus, két hajtóműves, könnyű vadászrepülőgép, melyet az 1980-as évek végére fejlesztettek ki külső segítség nélkül Tajvanon, elsősorban az F–5 Tiger II repülőgépek leváltására. Feladata a nagyobb teljesítményű F–16 és Mirage 2000 repülőgépekkel a szigetországot fenyegető tömeges kínai légi- és tengeri támadás visszaverése.